# Anisobas coloradensis
Anisobas coloradensis là một loài tò vò trong họ Ichneumonidae.